# Franciszek Barteczek
Franciszek Florian Barteczek (ur. 3 maja 1891 w Dziećmorowicach, zm. 14 stycznia 1983 w Jasienicy) – polski nauczyciel i działacz społeczny, jeden z przywódców przewrotu w Cieszynie w 1918, kapitan piechoty Wojska Polskiego, kawaler Orderu Virtuti Militari.

## Życiorys
Urodził się w rodzinie chałupnika Franciszka (1863–1895) i Marii Lankocz (ur. 1868). Wcześnie stracił ojca. Ukończył szkołę ludową w Dziećmorowicach. Później uczył się niemieckiej szkole wydziałowej, skąd przeniósł się do polskiej „paralelki” przy seminarium nauczycielskim w Cieszynie. Maturę zdał w 1912. W latach 1912–1913 odbył służbę wojskową w cesarskim i królewskim 31 pułku strzelców w Cieszynie. Od 15 września 1913 przez rok uczył w Dziećmorowicach.
Zmobilizowany w czasie I wojny światowej służył w cesarskiej i królewskiej armii. Ranny pod Lublinem, został odesłany do szkolenia oddziałów zapasowych 31 pułku strzelców w Cieszynie.
Był jednym z polskich oficerów, którzy przygotowali przewrót wojskowy w Cieszynie w 1918. Zasługą Barteczka było zajęcie 31 października 1918 składu broni i amunicji na strzelnicy w Boguszowicach. Uczestnik obrony Śląska Cieszyńskiego od 23 stycznia do 13 lutego 1919. Później z batalionem 7 pułku piechoty Ziemi Cieszyńskiej został wysłany do obrony Lwowa. 27 sierpnia 1919 otrzymał urlop. Komendant placu i adiutant dowódcy garnizonu w Cieszynie od 2 października 1920 do 3 maja 1921. Uczestnik III powstania śląskiego.
31 sierpnia 1921 został przeniesiony do rezerwy, w stopniu kapitana ze starszeństwem z 1 czerwca 1919. W 1924 był oficerem rezerwy 75 pułku piechoty w Chorzowie, a dziesięć lat później pozostawał na ewidencji Powiatowej Komendy Uzupełnień w Bielsku i zajmował 795 lokatę na liście starszeństwa oficerów rezerwy piechoty.
Później uczył w szkołach wydziałowych żeńskiej i męskiej w Cieszynie. Kierownik szkoły w Leszczynach (powiat rybnicki), od 1925 w Jasienicy. Od 1925 został prezesem regionalnego koła Polskiego Towarzystwa Gimnastycznego „Sokół” w Jasienicy. Po zajęciu Zaolzia w 1938 został komisarzem rządowym w Nowym Boguminie.
W 1939, po wybuchu II wojny światowej, udał się na wschód, gdzie po miesiącu został aresztowany na polecenie władz radzieckich. Zwolniony, był nauczycielem w polskiej szkole w Pnikucie. Gdy na te tereny wkroczyli Niemcy, pod fałszywym nazwiskiem ukrywał się przed nimi na terenach powiatu mościckiego i brzeskiego.
Kierownik szkoły w Jasienicy od 1948 do 1949, pracował do 1958 jako księgowy, gdyż z przyznanej mu emerytury nie był w stanie utrzymać rodziny. W 1982 roku został uhonorowany Śląską Nagrodą im. Juliusza Ligonia. Zmarł w Jasienicy 14 stycznia 1983 roku. Pochowany na cmentarzu w Jasienicy.

## Ordery i odznaczenia
- Krzyż Srebrny Orderu Wojskowego Virtuti Militari nr 6315 (17 maja 1922)[3]
- Krzyż Kawalerski Orderu Odrodzenia Polski (2 maja 1922)[4][5]
- Krzyż Walecznych (1922)[6]
- Srebrny Krzyż Zasługi (9 września 1924)[7]
- Krzyż za Obronę Śląska Cieszyńskiego II kl. (2 października 1919)[8]